# The Level
The Level is een Britse televisieserie uit 2016 die vanaf einde september uitgezonden werd door ITV.

## Verhaal
Nancy Devlin, een DS van de National Crime Division is getuige van een moord op de corrupte zakenman Frank Le Saux waarbij ze gewond geraakt en ternauwernood kan ontsnappen. Frank Le Saux was een oude bekende van Devlin en de vader van haar vroegere beste vriendin en ze hielp hem regelmatig uit de problemen. Daardoor verzwijgt ze aan haar collega's en superieuren dat ze bij de dodelijke aanslag aanwezig was. Zeer tegen de zin van Devlin beslist haar baas DCI Michelle Newman dat ze in Brighton mee zal ingezet worden in het moordonderzoek. Ze krijgt daar een partner DS Sam 'Gunner' Martin, waarmee de samenwerking heel slecht is. Ze kan bewakingsbeelden van een apotheek laten verdwijnen maar ook de moordenaar heeft de beelden gezien. Deze moordenaar is naar haar op zoek omdat ze de enige getuige van de moord was. Devlin ontdekt tijdens het onderzoek naar de criminele activiteiten van Le Saux dat er een mol binnen het politieteam zit en ze gaat op zoek naar zijn identiteit.

## Rolverdeling
- Karla Crome als DS Nancy Devlin, NCD-detective
- Laura Haddock als Hayley Svrcek, Franks dochter
- Lindsey Coulson als DCI Michelle Newman, Brighton CID
- Rob James-Collier als DS Kevin O'Dowd, NCD-detective
- Noel Clarke als DS Sam 'Gunner' Martin, Brighton CID
- Amanda Burton als Cherie Le Saux, Franks vrouw
- Joe Absolom als Shay Nash, corrupte zakenman en Hayleys ex
- Geoff Bell als Duncan Elliot, partner van Le Saux haulage
- Lorne MacFayden als Darryl Quinn, Franks rechterhand
- Gary Lewis als Gil Devlin, Nancys vader en voormalig politie-inspecteur
- Jane Hazlegrove als DC Gayle Vincent, Brighton CID
- Suzanne Packer als Teresa Devlin, Nancys moeder
- Kelly Harrison als Delia Bradley, Franks geliefde

## Afleveringen

### Seizoen 1 (2016)
| Nr. | # | Titel        | Regisseur    | Schrijver(s)                    | Datum             | Kijkcijfers (VK) |
| --- | - | ------------ | ------------ | ------------------------------- | ----------------- | ---------------- |
| 1 | 1 | Aflevering 1 | Andy Goddard | Gaby Chiappe & Alexander Perrin | 30 september 2016 | 4,87 miljoen     |
| Nancy Devlin, een DS van de National Crime Division is getuige van een moord op de corrupte zakenman Frank Le Saux waarbij ze gewond geraakt en ternauwernood kan ontsnappen.                                                          |   |              |              |                                 |                   |                  |
| 2 | 2 | Aflevering 2 | Andy Goddard | Gaby Chiappe & Alexander Perrin | 7 oktober 2016    | 4,17 miljoen     |
| Devlin kan de filmbeelden van de bewakingscamera van de apotheek verbergen maar ook de moordenaar heeft de beelden gezien. |   |              |              |                                 |                   |                  |
| 3 | 3 | Aflevering 3 | Andy Goddard | Gaby Chiappe & Alexander Perrin | 14 oktober 2016   | 3,99 miljoen     |
| Wanneer bewijzen van de surveillanceoperatie verdwijnen, is Nancy ervan overtuigd dat er een mol binnen het team zit en ze probeert de identiteit te achterhalen.                                                                      |   |              |              |                                 |                   |                  |
| 4 | 4 | Aflevering 4 | Mark Everest | Gaby Chiappe & Alexander Perrin | 21 oktober 2016   | 4,16 miljoen     |
| Newman beslist om Nancy undercover te laten infiltreren als corrupte politieagente in Elliots organisatie. |   |              |              |                                 |                   |                  |
| 5 | 5 | Aflevering 5 | Mark Everest | Gaby Chiappe & Alexander Perrin | 28 oktober 2016   | 3,74 miljoen     |
| Nancys undercoveroperatie komt tot een beslissende ontwikkeling wanneer Elliot haar vraagt om tijdens een surveillanceopdracht een oogje dicht te knijpen zodat hij de vermiste truck van de veerboot naar de goederenwerf kan rijden. |   |              |              |                                 |                   |                  |
| 6 | 6 | Aflevering 6 | Mark Everest | Gaby Chiappe & Alexander Perrin | 4 november 2016   | 3,99 miljoen     |
| Nancy wordt geschorst maar beslist om op eigen houtje verder op onderzoek te gaan in Nash' organisatie. |   |              |              |                                 |                   |                  |

## Productie
De meeste filmopnamen gingen door in Brighton. De serie werd vanaf 15 april 2017 uitgezonden op de Belgische televisiezender Canvas.